# شکارگیر دندان‌دار
شکارگیر دندان‌دار (نام علمی: Austrogomphus arbustorum) نام یک گونه از سرده شکارگیرها است.